# Édes méreg (Batman: A rajzfilmsorozat)
Az Édes méreg, második szinkronban A méreg gyönyöre (eredeti cím: Pretty Poison) a Batman: A rajzfilmsorozat első évadjának kilencedik része. Amerikában 1992. szeptember 14-én mutatták be.

## Cselekmény
Bruce Wayne együtt vacsorázik barátjával, Harvey Denttel, aki bemutatja új kedvesét, Pamela Isley-t. A hosszú búcsúcsók után Harvey rosszul lesz és kórházba kerül. Batman hamarosan rájön, hogy az ügyész barátnője állhat a dolog mögött, hiszen növényházat tart fenn és olyan mérget alkalmaztak Harvey ellen, ami egy öt éve kihalt virág származéka lehet. Kiderül, hogy Pamela Isley (alias Méregcsók) azért akarta megölni Harvey-t, mert a férfi rendelte el annak idején, hogy a növénypark helyén börtönt hozzanak léte. Ez meg is történt és így sok növény elpusztult. Batman megtapasztalja, hogy Méregcsók mennyi veszélyes virággal van körülvéve, ám végül legyőzi a bosszúszomjas nőt.

## Szereplők
| Szereplő                 | Eredeti hang        | Magyar hang        | Magyar hang        |
| Szereplő                 | Eredeti hang        | 1. magyar változat | 2. magyar változat |
| ------------------------ | ------------------- | ------------------ | ------------------ |
| Batman / Bruce Wayne     | Kevin Conroy        | Rosta Sándor       | Sótonyi Gábor      |
| Alfred Pennyworth        | Efrem Zimbalist Jr. | Makay Sándor       | Makay Sándor       |
| Harvey Dent              | Richard Moll        | Sörös Sándor       | Dányi Krisztián    |
| Pamela Isley / Méregcsók | Diane Pershing      | Csere Ágnes        | Urbán Andrea       |
| James Gordon             | Bob Hastings        | Szokolay Ottó      | Forgács Gábor      |

## Érdekességek
- Harvey Dent utoljára szerepel önmagaként.